# Аслыялы
Аслыя́лы (чув. Аслӑял) — деревня в Канашском районе Чувашской Республики. Входит в состав Кошноруйского сельского поселения.

## География
Находится в центральной части Чувашии, на расстоянии приблизительно 21 км по прямой на север-северо-запад от районного центра города Канаш.

## История
Известна с 1858 года как околоток деревни Алаксар (ныне не существует), в которой было 30 дворов и 149 жителей. В 1897 году было 183 жителя, в 1926 — 47 дворов, 208 жителей, в 1939—257 жителей, в 1979—217. В 2002 году было 49 дворов, в 2010 — 33 домохозяйства. В 1931 был образован колхоз «Трактор», в 2010 году действовало ООО «Сормовский».

## Население
Постоянное население составляло 84 человека (чуваши 100 %) в 2002 году, 83 в 2010.